# Conte di Mansfield
Conte di Mansfield e Mansfield è un titolo nobiliare inglese nella Parìa di Gran Bretagna. La singolare dizione del titolo è il frutto dell'unione di due titoli diversi assegnati alla medesima persona in tempi diversi, riunificati poi all'interno della medesima famiglia.

## Storia

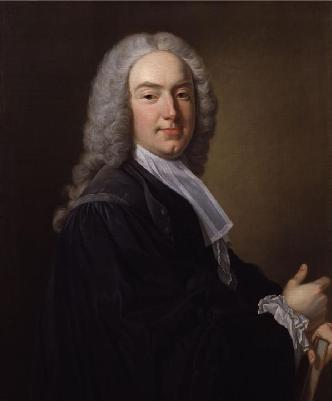
William Murray, I conte di Mansfield e Mansfield

I titoli di Conte di Mansfield, nella contea di Nottingham, e Conte di Mansfield, di Caen Wood nella contea del Middlesex, sono due titoli della Parìa di Gran Bretagna che vennero uniti nelle mani di un medesimo titolato dal 1843. I due titoli vennero creati rispettivamente nel 1776 e nel 1792 per l'avvocato e giudice scozzese William Murray, I barone Mansfield, figlio quartogenito di David Murray, V visconte di Stormont (vedi Visconte Stormont per le notizie precedenti della famiglia). Questi fu Lord Chief Justice of the King's Bench dal 1756 al 1788. Murray era già stato creato Barone Mansfield, nella contea di Nottingham, nella parìa di Gran Bretagna nel 1756. Le due contee vennero però create con diverse possibilità di concessione ai posteri: la contea del 1776 poteva essere concessa anche ai discendenti in via femminile e quindi passò poi alla nipote di lord Mansfield, Louisa Murray (nata Cathcart), viscontessa Stormont (figlia di Charles Schaw Cathcart, IX lord Cathcart), seconda moglie di suo nipote David Murray, VII visconte Stormont, mentre quella del 1792 venne creata con concessione unicamente maschile e per questo passò a suo nipote già visconte Stormont.
Lord Mansfield morì senza eredi e pertanto nel 1793 la sua baronia si estinse. Secondo gli accordi, dunque, venne succeduto alla contea del 1776 dalla nipote Luisa, II contessa, ed in quella del 1792 da suo nipote lord Stormont, che divenne II conte. Quest'ultimo nello specifico fu un noto politico e prestò servizio come Lord Justice General, Segretario di Stato per il Dipartimento del Nord e Lord President of the Council. Venne succeduto da figlio suo e di sua moglie, il III conte. Egli fu Lord Luogotenente del Clackmannanshire ed alla sua morte i suoi titoli passarono a suo figlio, il IV conte. Quest'ultimo fu un politico nelle schiere dei Tories e prestò servizio come Lord of the Treasury dal 1834 al 1835 durante la prima amministrazione di Sir Robert Peel. Nel 1843 alla morte della nonna, la contessa di Mansfield (che era sopravvissuta al marito di quarantasette anni) e divenne pertanto il III conte di Mansfield anche della creazione del 1776, unificando per la prima volta nelle sue mani i due titoli provenienti dalla sua famiglia.
Questi venne succeduto da suo nipote, il V conte che era il primogenito di William David Murray, visconte Stormont. Il V conte morì senza essersi sposato e venne succeduto dal fratello minore, il VI conte. Suo figlio, il VII conte, rappresentò Perth alla Camera dei Comuni e prestò servizio come Lord Luogotenente del Perthshire. Attualmente i titoli sono detenuti dal figlio di questi, l'VIII conte di Mansfield della creazione del 1792 e VII conte di Mansfield della creazione del 1776. Egli è inoltre XIV visconte Stormont, XIV lord Scone e XII Lord Balvaird. Egli ha inoltre i titoli di conte di Dunbar, visconte di Drumcairn e lord Halldykes nella Parìa giacobita (vedi Visconte Stormont per questi titoli). Lord Mansfield ha ricoperto incarichi nel governo conservatore di Margaret Thatcher come ministro di stato dello Scottish Office dal 1979 al 1983 e nel Northern Ireland Office dal 1983 al 1984.
La sede di famiglia è Scone Palace (sorto al posto dell'antica Abbazia dove vennero incoronati molti Re di Scozia, l'ultimo fu Carlo II Stuart nel 1651), presso Scone, nel Perthshire. A Londra la loro residenza era Kenwood House (loro proprietà fino al 1925).

## Conti di Mansfield, I creazione (1776)
- William Murray, I conte di Mansfield e Mansfield (1705–1793)
- David Murray, II conte di Mansfield (1727–1796)
- David William Murray, III conte di Mansfield (1777–1840)
- William David Murray, IV conte di Mansfield e Mansfield (1806–1898)
- William David Murray, V conte di Mansfield e Mansfield (1860–1906)
- Alan David Murray, VI conte di Mansfield e Mansfield (1864–1935)
- Mungo David Malcolm Murray, VII conte di Mansfield e Mansfield (1900–1971)
- William David Mungo James Murray, VIII conte di Mansfield e Mansfield (1930-2015)
- Alexander David Mungo Murray, IX conte di Mansfield (n. 1956)

L'erede apparente è il figlio dell'attuale detentore del titolo, William Philip David Mungo Murray, visconte Stormont (n. 1988).

## Conti di Mansfield, II creazione (1792)
- William Murray, I conte di Mansfield e Mansfield (1705–1793)
- Louisa Murray, II contessa di Mansfield (1758–1843)
- William David Murray, IX conte di Mansfield (1806–1898) (succedette come Conte di Mansfield della creazione del 1792 nel 1843)